# 스티브 스컬리스
스티븐 조지프 "스티브" 스컬리스(영어: Stephen Joseph "Steve" Scalise, 1965년 10월 6일 ~ )는 미국 공화당 소속의 정치인이다. 루이지애나 하원의원을 지냈으며 현 하원 원내총무 자리에 있다.
스컬리스 원내총무는 과거 KKK단 관련 단체의 행사에서 연설을 했다 하여 여야 안팎으로 비난받은 바가 있다.
2017년 6월 14일 하원 야구경기 연습 도중 제임스 호킨슨이라는 사람에게서 엉덩이에 총상을 당했다. 위독한 상태로 병원으로 옮겨졌으나 2017년 7월 현재 안정된 상태로 계속해서 병원에서 치료 중이다.

## 역대 선거 결과
| 선거명        | 직책명                           | 대수  | 정당   | 득표율   | 득표수    | 결과 | 당락                       |
| ------------- | -------------------------------- | ----- | ------ | -------- | --------- | ---- | -------------------------- |
| 1995년 선거   | 하원의원 (루이지애나 제82선거구) | 66대  | 공화당 | 68.20%   | 8,182표   | 1위  | 루이지애나 주의원 당선     |
| 1999년 선거   | 하원의원 (루이지애나 제82선거구) | 67대  | 공화당 | 65.83%   | 6,651표   | 1위  | 루이지애나 주의원 당선     |
| 2003년 선거   | 하원의원 (루이지애나 제82선거구) | 68대  | 공화당 | 단독후보 | 무투표    | 1위  | 루이지애나 주의원 당선     |
| 2007년 선거   | 상원의원 (루이지애나 제9부)      | 69대  | 공화당 | 61.28%   | 19,154표  | 1위  | 루이지애나 주의원 당선     |
| 2008년 재선거 | 하원의원 (루이지애나 제1선거구)  | 110대 | 공화당 | 75.14%   | 33,867표  | 1위  | 루이지애나주 하원의원 당선 |
| 2008년 선거   | 하원의원 (루이지애나 제1선거구)  | 111대 | 공화당 | 65.68%   | 189,168표 | 1위  | 루이지애나주 하원의원 당선 |
| 2010년 선거   | 하원의원 (루이지애나 제1선거구)  | 112대 | 공화당 | 78.52%   | 157,182표 | 1위  | 루이지애나주 하원의원 당선 |
| 2012년 선거   | 하원의원 (루이지애나 제1선거구)  | 113대 | 공화당 | 66.63%   | 193,496표 | 1위  | 루이지애나주 하원의원 당선 |
| 2014년 선거   | 하원의원 (루이지애나 제1선거구)  | 114대 | 공화당 | 77.56%   | 189,250표 | 1위  | 루이지애나주 하원의원 당선 |
| 2016년 선거   | 하원의원 (루이지애나 제1선거구)  | 115대 | 공화당 | 74.56%   | 243,645표 | 1위  | 루이지애나주 하원의원 당선 |
| 2018년 선거   | 하원의원 (루이지애나 제1선거구)  | 116대 | 공화당 | 71.50%   | 192,555표 | 1위  | 루이지애나주 하원의원 당선 |
| 2020년 선거   | 하원의원 (루이지애나 제1선거구)  | 117대 | 공화당 | 72.21%   | 270,330표 | 1위  | 루이지애나주 하원의원 당선 |
| 2022년 선거   | 하원의원 (루이지애나 제1선거구)  | 118대 | 공화당 | 72.80%   | 177,635표 | 1위  | 루이지애나주 하원의원 당선 |

## 참고 자료
- 위키미디어 공용에 스티브 스컬리스 관련 미디어 분류가 있습니다.
- 미국 의원 인물 소개
- 스티브 스컬리스 - X
- 스티브 스컬리스 - 페이스북